# NIC Argentina
Network Information Center Argentina, o NIC Argentina (en español: Centro de Información de la Red para Argentina), es una oficina dependiente de la Secretaría Legal y Técnica de la Presidencia de la Nación bajo la órbita de la Dirección Nacional de Registro de Dominios de Internet responsable de administrar el dominio de nivel superior .ar, además del registro de nombres de dominio de Internet de las personas físicas y jurídicas.
NIC Argentina forma parte del modelo de múltiples actores (multistakeholder model) de ICANN, la Corporación de Internet para la Asignación de Nombres y Números.
Hasta que Argentina pudo establecer la primera conexión permanente a la internet global, los servicios fueron proveídos por UUNET.
Las principales funciones son la asignación de nombres de dominio a personas, empresas u organizaciones y el servicio de DNS (Domain Name System – Sistema de Nombres de Dominio).
Por ser un organismo integrante del Ecosistema de Internet trabaja en conjunto con otras organizaciones a nivel nacional, regional e internacional y participa activamente en los debates sobre Gobernanza de Internet.
A nivel nacional es parte de iniciativas como la Coalición IPv6 y Blockchain Federal Argentina, y a nivel regional es integrante de distintas organizaciones como LACNIC, la organización que agrupa los NIC de América Latina y el Caribe, y LACTLD. 

## Historia
NIC Argentina nació en 1987, como parte del Proyecto de Informatización de la Cancillería Argentina. Hasta ese momento, la comunicación entre la Cancillería y las embajadas y representaciones argentinas alrededor del mundo se realizaba exclusivamente por Télex, y la distribución de los documentos era completamente manual. Impulsado por una real necesidad de modernización, de un aumento de la productividad y la seguridad, y por la visión tecnológica del Licenciado Dante Caputo, canciller argentino en ese entonces, el Proyecto de Informatización de la Cancillería Argentina dio sus primeros pasos. Uno de los objetivos fundamentales del proyecto era una transformación completa de los medios y sistemas de intercambio, distribución y almacenamiento de las comunicaciones y documentos asociados a la gestión de la Cancillería Argentina.
En 2011, con la firma del Decreto Presidencial 2085/201144, se creó la Dirección Nacional del Registro de Dominios de Internet, dentro de la Secretaría Legal y Técnica de la Presidencia de la Nación, y NIC Argentina pasó a su órbita.

### Cronología
En 1984 ya se había propuesto la implementación del Sistema de Nombres de Dominio (DNS) para organizar los nombres de cada uno de los nodos o hosts en la naciente Internet, de una forma jerárquica y con un mecanismo de resolución distribuido.
En 1986 tuvo lugar una reunión de coordinación entre las distintas redes académicas (BITNET, CSNET, USENET, etc.), en la que se propuso la creación de un pseudo-dominio para distinguir, de forma transitoria, a los diferentes nodos que componían la red USENET. El nodo argentino pasaría entonces a llamarse atina.UUCP, y a ser accesible para el envío de correo electrónico desde otras redes, para las cuales se crearon los pseudo-dominios .BITNET, .CSNET, etc. De esta forma, se definieron en cada red algunos nodos en particular que actuarían como gateways, o puentes, para el intercambio de mensajes entre distintas redes. UUNET se convirtió en el gateway principal para .UUCP, lo cual dio lugar a la creación de direcciones de correo con el formato [usuario @ atina.UUCP].
Acoplándose al proceso de transición al sistema de DNS, el 20 de agosto de 1987, Argentina registró el dominio de nivel superior o Top Level Domain para la República Argentina, utilizando el código de dos letras predefinido para Argentina en el estándar ISO-3166-1 (.AR), por medio del UUCP zone, y actuando UUNET como puente principal para el mismo. El registro oficial del dominio “.AR” para Argentina se hizo efectivo por el NIC-DDN el 23 de septiembre de 1987.
El 13 de noviembre de 1987 se envió al administrador de los mapas para Argentina, el registro correspondiente a dcfcen (la computadora del Departamento de Computación de la Facultad de Ciencias Exactas y Naturales) para dar de alta el nuevo nodo en los mapas de UUCP: dcfcen.edu.ar se convirtió así, de manera oficial, en el primer nodo académico, en la Argentina, de la red mundial UUCP.
En mayo de 1988 se presentó formalmente el proyecto a la comunidad de usuarios de informática de Argentina, durante el VI Congreso Nacional de Informática, Teleinformática y Telecomunicaciones, USUARIA’88, organizado por la Asociación Argentina de Usuarios de la Informática y las Comunicaciones.
El 12 de septiembre de 1989, se emitió el Decreto Nº 731/89, en el que se establecían las pautas básicas para facultar al Ministerio de Obras y Servicios Públicos a proceder con la privatización de ENTel. El 5 de enero de 1990, se emitió un nuevo Decreto (Nº 59/90), con algunas modificaciones respecto del decreto original. En él se incluyeron, explícitamente, los servicios de telecomunicaciones internacionales, y otros servicios, como la prestación de comunicación de datos a nivel nacional (ARPAC) y otros servicios de valor agregado.
En 1995, se vendieron las primeras conexiones comerciales a Internet en Argentina.[cita requerida] Miles de usuarios particulares y empresas argentinas comenzaron a navegar por una red que, a nivel mundial, reunía ya unas 30 millones de personas.  En 1996, aparecieron en el país las primeras conexiones con tarifa plana (abono de uso ilimitado a Internet) lanzada por Impsat.
En 1999, la Secretaría de Comunicaciones dictó la Resolución N° 4536/99, que asignó al Correo Oficial de la República Argentina la administración, altas y bajas del dominio de Internet Argentina (.ar). En ese mismo año, la Secretaría de Comunicaciones lo anuló, a través de la Resolución N° 03/99.
En 2004,  NIC Argentina introdujo los dominios '.gob.ar' y '.tur.ar', e incorporó el registro de nombres de dominio con caracteres multilingües (IDN - Internacionalized Domain Names/Nombres de Dominio Internacionalizados).[cita requerida] En 2005, se introdujo la renovación anual del registro de nombres de dominio.
En 2011 NIC Argentina, que hasta ese momento operaba dentro de la órbita de la Cancillería, inició un proceso de renovación. Se creó la Dirección Nacional del Registro de Dominios de Internet, dentro de la Secretaría Legal y Técnica de la Presidencia de la Nación.
El 20 de agosto de 2013, se implementó un nuevo sistema de registro y administración de dominios, el cual permitió avanzar en la lucha contra la ciberocupación y los ciberdelitos.
En el mes de octubre de 2013 se realizó la publicación del primer sitio argentino sobre una conexión IPv6 100% nativa, ipv6.ar
El 5 de marzo de 2014, NIC Argentina incorporó el cobro por ciertos trámites, sumándose así a las mejores prácticas a nivel mundial.  Argentina era, hasta ese momento, uno de los pocos países que todavía mantenía el servicio en forma gratuita. Actualmente, las operaciones aranceladas son el registro, la renovación, la transferencia y la disputa de dominios.
Desde ese mismo año, por la Resolución SLyT N° 20/14 se estableció que las Altas y Transferencias de dominios de Internet en NIC Argentina se publicaran en la Cuarta Sección del Boletín Oficial de la República Argentina. 
En 2015 se creó el CSIRT.AR (Computer Security Incident Response Team), primer centro de respuesta sobre incidentes que involucran nombres de dominio '.ar' para colaborar en la lucha contra el cibercrimen y los delitos informáticos. En mayo del mismo año, se instaló en el datacenter de NIC.AR un ROOT SERVER - L de ICANN el cual permite mantener activas el 100% de las páginas web '.ar' que se encuentren en Argentina sin la necesidad de conexiones internacionales manteniendo al país conectado frente a cualquier problema tecnológico externo. 
En junio de ese mismo año, se implementó la firma de DNSSEC lo que proporcionó un nivel de seguridad adicional para el dominio de nivel superior ‘.ar’, controlando que la información provista por el DNS provenga del origen correcto y no haya sido modificada.  
El 10 de junio de 2016 tuvo lugar la firma de un acuerdo de cooperación y asistencia técnica entre NIC Argentina y la Asociación Redes de Interconexión Universitaria (ARIU) con el objetivo de formalizar el vínculo entre ambas y de consolidar un ámbito de colaboración, cooperación e intercambio de conocimientos y experiencias. Desde ese mismo mes y hasta la actualidad, los trámites de dominios se realizan a través de la plataforma de Trámites a Distancia. 
Desde noviembre de 2016 el registro de dominios ‘.net.ar’ pasó de ser de uso exclusivo a estar disponible para toda la comunidad, tal como el ‘.com.ar’. En enero de 2017 se incorporó la zona ‘.musica.ar’, de uso exclusivo para todos los actores que componen la actividad musical en Argentina que se encuentren inscriptos en el Registro Único de Músicos y Agrupaciones Musicales Nacionales o en el Registro de la Actividad Musical del Instituto Nacional de la Música (INAMU).
En enero de 2017, NIC Argentina lanzó su propio WHOIS y posteriormente, en el mes de mayo, implementó el RDAP (Registration Data Access Protocol – Protocolo de Acceso a Datos de Registro), mediante el cual se pueden realizar búsquedas de datos de registro de recursos de Internet, como ser nombres de dominio, direcciones IP, y números de Sistema Autónomo (ASN) de manera automatizada. 
En septiembre de 2017 NIC Argentina implementó la Red Anycast de Argentina, iniciativa realizada de manera conjunta con la Cámara Argentina de Internet (CABASE) y la Asociación Redes de Interconexión Universitaria (ARIU). Anycast es una forma de direccionamiento en la que la información es enrutada al nodo más cercano o al mejor desde el punto de vista de la topología de la red. 
En abril de 2018, bajo la Resolución 4/2018 se creó la Coalición para la adopción del Protocolo de Internet IPv6 en la órbita de la Secretaría de Tecnologías de la Información y las Comunicaciones. Se definió que la Coalición IPv6 trabajara, inicialmente, de manera coordinada con la Dirección Nacional de Registro de Dominios de Internet (NIC Argentina) dependiente de la Secretaría Legal y Técnica de Presidencia de la Nación, con el Ente Nacional de Comunicaciones y con la Oficina Nacional de Tecnologías de la Información del entonces Ministerio de Modernización.
Ese mismo año, y luego de un recorrido de trabajo colaborativo con ARIU y CABASE, entre otros organismos, NIC Argentina impulsó la formación de Blockchain Federal Argentina, una plataforma multiservicios abierta y participativa pensada para integrar servicios y aplicaciones sobre blockchain.
En septiembre de 2019 a través de la Resolución 45/2019, se dispuso la apertura del registro de nombres de dominio directamente en el '.ar'. Para ello, se propusieron dos etapas, la de Registro de Preferencia y la de Registro de Interés, previas a la Disponibilidad General.
La primera etapa, ocurrió entre el 11/09/2019 y el 09/11/2019 y se destinó a los Titulares de Nombres de Dominio para que pudieran registrarlos, respetando los mismos nombres en el '.ar' (dominios registrados hasta el 01/12/2015). Al finalizar la etapa, aquellos dominios que recibieron una solicitud, los Usuarios solicitantes estaban habilitados para registrar el dominio, abonando el arancel de $270.-. En los casos en los que se recibieron múltiples solicitudes, la prioridad para registrar el dominio se resolvió mediante un sorteo realizado por la Lotería de la Ciudad de Buenos Aires.
La segunda etapa, tuvo lugar entre el 28/11/2019 y el 27/01/2020. Aquí toda la comunidad podía solicitar el registro de aquellos nombres de dominio que se encontraban disponibles directamente en el '.ar' (exceptuando los nombres de dominio de Preferencia que no fueron registrados durante la etapa anterior -dominios '.com.ar', '.net.ar', '.org.ar', '.int.ar' y '.tur.ar' registrados con anterioridad al 1º de diciembre de 2015). En este período, para que la solicitud sea efectiva, se debía abonar el arancel de la Solicitud de Registro de $200.- (no reembolsable). En los casos en los que existió una única solicitud para un nombre de dominio, el Usuario podía registrarlo una vez finalizada la etapa abonando el arancel de Registro de $340.-. En cambio, en los que se recibieron múltiples solicitudes, la prioridad para registrarlo se definió nuevamente mediante un sorteo realizado por la Lotería de la Ciudad de Buenos Aires.
Por último, la Disponibilidad General comenzó el 15 de septiembre de 2020, momento a partir del cual los dominios '.ar' se encuentran disponibles para todas las personas que quieran registrarlos, ya sean Titulares que desean registrar sus dominios también en el Nivel Superior '.ar', como para nuevos usuarios que quieran innovar creando nombres de dominios que les permitan impulsar su actividad en Internet.
La zona 'bet.ar', se sumó al listado de zonas especiales con el objetivo de brindar un espacio propio a los Registros de Operadores de juego online validados. Los dominios dentro de esta zona, solo pueden ser registrados por las Autoridades de Aplicación de las respectivas jurisdicciones.
El 5 de marzo de 2021, se lanzaron nuevas zonas de dominio: '.coop.ar' de uso exclusivo para cooperativas y '.mutual.ar', destinada únicamente para mutuales; en ambos casos, quiénes soliciten estos tipos de registros deben estar inscriptas y con matrícula vigente ante el Instituto Nacional de Asociativismo y Economía Social (INAES). Además, se lanzó la zona '.senasa.ar', que se encuentra reservada para personas humanas o jurídicas dedicadas a la comercialización en medios digitales de productos, artículos y/o servicios, vinculados al ámbito de competencia del Servicio Nacional de Sanidad y Calidad Agroalimentaria (SENASA). Las nuevas zonas fueron creadas a través del trabajo colaborativo con las instituciones correspondientes y con el fin de brindar mayor especificidad a los sitios '.ar'.

## Tareas y responsabilidades
- Administrar las 24 hs al día, los 7 días de la semana, los servidores de DNS (archivos de zona) para el ccTLD .ar
- Arbitrar en casos de Disputa de dominios, cuando dos o más personas soliciten el registro de un mismo nombre de dominio en el ccTLD .ar
- Difundir la cultura de Internet, participar de manera activa en diferentes espacios y generar iniciativas propias vinculadas a la Gobernanza de Internet, en un modelo multisectorial en el que se trabaje en conjunto con los distintos sectores técnico, privado, público y académico y la sociedad civil, tanto en el plano nacional como regional e internacional.

## Dominios
| Dominio    | Información |
| ---------- | --- |
| .com.ar    | Cualquier persona puede registrar un ‘.com.ar’. Es posible registrar cualquier nombre de dominio disponible, siguiendo los requisitos de la normativa vigente. |
| .net.ar    | Cualquier persona puede registrar un ‘.net.ar’. Es posible registrar cualquier nombre de dominio disponible, siguiendo los requisitos de la normativa vigente. |
| .org.ar    | Reservada únicamente para organizaciones sin fines de lucro. Sólo pueden registrar este tipo de dominios Personas Jurídicas, argentinas o extranjeras. |
| .tur.ar    | Reservada para agencias de viajes y turismo habilitadas por el Ministerio de Turismo y Deportes de la Nación, así como para los Organismos de gobiernos provinciales o municipales que tengan competencia en materia de promoción turística de la provincia o municipio correspondiente. |
| .gob.ar    | De uso exclusivo para entidades pertenecientes al Gobierno Nacional, Provincial o Municipal y la Ciudad Autónoma de Buenos Aires de la República Argentina. |
| .mil.ar    | De uso exclusivo para entidades pertenecientes a las Fuerzas Armadas de la República Argentina. |
| .int.ar    | De uso exclusivo para entidades que sean Representaciones Extranjeras u Organismos Internacionales con sede en la República Argentina, y hayan sido debidamente acreditados por el Ministerio de Relaciones Exteriores y Culto u otro organismo competente. |
| .musica.ar | De uso exclusivo para los actores que componen la actividad musical de Argentina. Pueden registrar estos dominios aquellos Usuarios inscriptos en el Registro Único de Músicos y Agrupaciones Musicales Nacionales o en el Registro de la Actividad Musical del Instituto Nacional de la Música (INAMU). |
| .edu.ar    | Es la zona exclusiva para todo tipo de actividades educativas. Actualmente, la responsabilidad de la operación está delegada en la ARIU (Asociación de Redes de Interconexión Universitaria). A la ARIU le atañe proveer la información relacionada con los nombres de dominios '.edu.ar' y facilitar su proceso de registro, modificación y actualización a todas las entidades educativas de la República Argentina. |
| .ar        | Desde el 15 de septiembre de 2020 cualquier persona humana o jurídica puede registrar un dominio directamente en el '.ar' que esté disponible. |
| .senasa.ar | Reservada para personas humanas o jurídicas dedicadas a la comercialización en medios digitales de productos, artículos y/o servicios, vinculados al ámbito de competencia del Servicio Nacional de Sanidad y Calidad Agroalimentaria (SENASA). |
| .coop.ar   | De uso exclusivo para cooperativas inscriptas y con matrícula vigente ante el Instituto Nacional de Asociativismo y Economía Social (INAES). |
| .mutual.ar | De uso exclusivo para mutuales inscriptas y con matrícula vigente ante el Instituto Nacional de Asociativismo y Economía Social (INAES). |
| .bet.ar    | De uso exclusivo de los Registros de Operadores de juego online validados. Solo pueden ser registrados por las Autoridades de Aplicación de las respectivas jurisdicciones. |

Desde febrero de 2017 se publica mensualmente en el sitio de nic.ar la cantidad de dominios registrados por zonas. También, desde octubre de 2018, publica diariamente las Altas y Transferencias de Dominios de Internet en un archivo certificado por el Sello de Tiempo de Blockchain Federal Argentina que brinda una fecha cierta y la garantía de que no han sido modificados luego de su publicación.

## Comunidad de Internet y Gobernanza de Internet
Durante los últimos años, NIC Argentina comenzó a involucrarse cada vez más en los espacios nacionales, regionales y globales destinados a trabajar sobre distintos temas de Internet, tales como el IGF Argentina, las reuniones organizadas por ICANN de participación global, los eventos de LACNIC destinados a reunir a los líderes del Ecosistema de Internet de la región de América Latina y el Caribe y los talleres de LACTLD. Además, participa activamente en los debates sobre Gobernanza de Internet fomentando y generando espacios que propicien la difusión y puesta en práctica de las discusiones actuales sobre el presente y futuro de la red. 
En este contexto, NIC Argentina impulsó la realización de Internet Recorre Archivado el 4 de diciembre de 2019 en Wayback Machine., un evento itinerante pensado para difundir la cultura de Internet en Argentina. El mismo fue el resultado del trabajo en conjunto con organismos y entidades en diversas ciudades, municipios y provincias del país. Se realizaron dos ediciones: la primera en 2015 en Entre Ríos y la segunda en 2016 en Córdoba. A su vez, el organismo lleva adelante la iniciativa “Charlas Debate sobre Gobernanza de Internet” que busca generar un espacio de debate sobre estas temáticas en las que se confronten los diferentes sectores con sus diversas miradas. 
Al momento se realizaron cinco ediciones:
- Septiembre 2017 - Seguridad y delitos en el contexto digital. ¿Cuál es el límite entre protección y vigilancia?
- Diciembre 2017 - El rol de las mujeres en el ámbito tecnológico y los avances legislativos en pornovenganza
- Abril 2018 - Inteligencia Artificial: la explosión de datos y el Derecho en la vanguardia tecnológica
- Junio 2018 - Los desafíos en la protección de datos en Argentina frente al nuevo RGPD
- Junio 2019 - Redes Comunitarias: ¿Cómo pensar modelos alternativos de conectividad a Internet?

En el ámbito académico, la organización aporta a la formación de nuevos profesionales brindando conferencias, presentaciones sobre Internet y Tecnología en distintas instituciones educativas. 